# Ланська Валерія Олександрівна
Валерія Олександрівна Ланська (нар. 2 січня 1987, Москва, СРСР) — російська акторка театру і кіно, співачка.

## Життєпис та кар'єра
Народилася 2 січня 1987 року в Москві.
Батько Олександр Зайцев — хореограф. Мати Олена Масленнікова — тренерка з фігурного катання. Щоб її не плутали з іншою акторкою Валерією Зайцевою, що грає в тому ж театрі, взяла дошлюбне прізвище бабусі (матері батька) Ланська. У дитинстві займалася художньою гімнастикою і фігурним катанням. З 1996 по 2002 рік грала в музичному театрі юного актора, в 2010 році продовжила співпрацю з цим театром, в якому в цей час грала її сестра Анастасія Масленнікова.
У 2006 році закінчила Театральний інститут імені Бориса Щукіна, акторський курс Ю. В. Шликова.
Ще до закінчення інституту була прийнята до трупи театру «Сатирикон» імені Аркадія Райкіна. Співпрацювала з театром імені Є. Вахтангова і Театром Олексія Рибникова. У 2005—2012 роках — акторка Театру Місяця.
З 2005 року знімається в кіно і серіалах («Заєць над безоднею», «Кадетство», «Принцеса цирку», «Життя, якого не було» за мотивами роману Теодора Драйзера «Американська трагедія», військова драма «Горобиновий вальс», сімейна сага «Будинок зразкового утримання»). Є провідною акторкою мюзиклів («Ліроманія», «Губи», «Мері Поппінс-Next», «Пригоди Олівера Твіста», «Юнона і Авось», «Зірка і Смерть Хоакіна Мур'єти», «Мата Харі», «Монте Крісто», «Граф Орлов», «Зорро», «Часи не вибирають», «Фанфан-тюльпан», «Анна Кареніна»).
Брала участь в телевізійних проектах російського Першого каналу «Льодовиковий період-2» і «Льодовиковий період — найкращий» (де її партнером був Олексій Ягудін, з яким вони посіли третє та друге місце відповідно) і «Повтори!».
У 2016 році в російському телепроєкті «Голос. Діти» була співведучою Дмитра Нагієва.
18 березня 2017 року вийшла телепередача «Романтика романсу», де виконала улюблені пісні з друзями і партнерами за мюзиклами у супроводі оркестру RockestraLive.
21 березня 2019 року вийшов музичний кліп «Чувства» петербурзької гурту Animal Jazz з участю Валерії Ланської.

## Особисте життя
Чоловік — Стас Іванов, кінорежисер (народ 7 березня 1982). Одружилися 1 березня 2015 року в Москві. 3 грудня 2015 року народила сина Артемія.

## Творчість

### Фільмографія
| Рік         |   | Назва                             | Роль                                    |    |
| ----------- | - | --------------------------------- | --------------------------------------- | -- |
| 2005        | с | Єсенін                            | велика княжна Анастасія Миколаївна      | ру |
| 2006        | ф | Заєць над безоднею                | Ганна, дочка циганського барона         | ру |
| 2006        | с | Кінець світу                      | Юля Ігнатова / Ксюша Ігнатова           | ру |
| 2006 — 2007 | с | Кадети                            | Наташа Ротмістрова                      | ру |
| 2007        | ф | Дурна зірка                       | Ірина Туманова                          | ру |
| 2007        | с | Жіночі історії                    | Катя / Юля                              | ру |
| 2007 — 2008 | с | Принцеса цирку                    | Анастасія Соколовська / Марина Федотова | ру |
| 2008        | с | Дві сестри                        | Марина Пьоришко                         | ру |
| 2008        | с | Жаркий лід                        | Вікторія Полонська                      | ру |
| 2008        | с | Життя, якої не було               | Олександра Земська                      | ру |
| 2008        | ф | Тариф «Новорічний»                | Олена Сергєєва                          | ру |
| 2009        | ф | Горобиновий вальс                 | Маруся Городецька                       | ру |
| 2010        | с | Будинок зразкового утримання      | Роза Марківна Мірська                   | ру |
| 2012        | с | Віщун. Омар Хаям. Хроніка легенди | Пері                                    | ру |
| 2012        | с | Піраньї                           | Наташа                                  | ру |
| 2012        | ф | Осінній лист                      | Ольга                                   | ру |
| 2012        | ф | Снайпери: Любов під прицілом      | Віка                                    | ру |
| 2013        | ф | Вічна казка                       | Юлія Золотарьова                        | ру |
| 2013        | ф | Темний світ: Рівновага            | Лера                                    | ру |
| 2013        | с | Дружина офіцера                   | Ліка Макарова                           | ру |
| 2013        | с | Торговий центр                    | Олена Миколаївна                        | ру |
| 2013        | ф | Зниклий безвісти                  | Маша                                    | ру |
| 2014        | с | Швидка допомога                   | Віра Нікітіна                           | ру |
| 2014        | ф | Таємниця Снігової Королеви        | Ольга (мама Герди)                      | ру |
| 2015        | с | Винищувачі: Останній бій          | Людмила Раппопорт                       | ру |
| 2015        | с | Громадянка Катерина               | Катерина                                | ру |
| 2015        | с | Життя тільки починається          | Галка                                   | ру |
| 2015        | с | Тимчасово недоступний             | Ірина Плетньова                         | ру |
| 2015        | ф | Перехрестя долі                   | Зоя Корабльова                          | ру |
| 2016        | с | Нове життя                        | Поліна                                  | ру |
| 2017        | ф | Золота парочка                    | Олександра Андрєєва                     | ру |
| 2020        | с | Жіночі секрети                    | Марта                                   | ру |
| 2020        | с | Чекай на мене                     | Шурочка                                 | ру |

### Ролі в театрі
Дитячий музичний театр юного актора (1996—2002, 2010—2012)

- «Фантазії на тему Дунаєвського» — балерина
- «У дитячій» — Катя
- «Герда» — троль
- Мюзикл «Пригоди Олівера Твіста» (за романом Ч. Діккенса «Пригоди Олівера Твіста») — Ненсі, Бет

МХТ імені А. П. Чехова (1999)

- У. Шекспір «Сон в літню ніч» — ельф

Сатирикон (2004—2005)

- «Країна любові» (за п'єсі О. М. Островського «Снігуронька») — берендейка

Театр Місяця (2005—2012)

- «Ліроманія» (за мотивами трагедії В. Шекспіра «Король Лір») — Корделія
- «Губи» (за романом В. В. Набокова «Камера обскура») — Магда
- «Ніч ніжна» (за однойменним романом Ф. С. Фіцджеральда) — Розмері Гойт
- «Бал тих, хто не спить» (за повістю О. К. Толстого «Упир») — Даша, Парасковія, Італійка
- «Мері Поппінс-next» (за мотивами казки П. Траверс «Мері Поппінс») — Мері Поппінс

Театр імені Є. Б. Вахтангова (2006—2008)

- «Собака на сіні» — Клара
- «Алі-баба і сорок розбійників» — Шахризада

Центр «Згода» (2007 — 2009, 2011)

- «Готель двох світів» (за п'єсою Е. Шмітта «Готель двох світів») — Лора

Театр Олексія Рибникова (2008—2009)

- Мюзикл «Червоні вітрила» (за мотивами феєрії О. Гріна «Червоні вітрила») — Ассоль
- Рок-опера «Зірка і смерть Хоакіна Мур'єти» — Тереса, Зірка
- Рок-опера «Юнона та Авось» — Кончіта

Московська оперета (2008—2017)

- Мюзикл «Монте Крісто» (за романом А. Дюма «Граф Монте-Крісто») — Мерседес
- Оперета «Цезар і Клеопатра» (за п'єсою Б. Шоу «Цезар і Клеопатра») — Клеопатра
- Мюзикл «Граф Орлов» — Єлизавета Тараканова
- Оперетто-мюзикл «Фанфан-тюльпан» — Аделіна
- Мюзикл «Анна Кареніна» — Анна Кареніна

Театр естради (2009—2010)

- Мюзикл «Мата Харі» (муз. А. Кисельов) — Мата Харі[8]

Театр «Антреприза.ru» (2009—2011)

- «Не вір очам своїм» (за п'єсою Ж-Ж Брикера і М. Ласега «Чоловічий рід, однина») — Жасан

Театр кіноактора (2009, 2012)

- «Безіменна зірка» — Мона

ЦДКЖ (2009)

- «Підніміть мені повіки» — (за мотивами повісті М. Гоголя; «Вій») — Панночка, Стара

Московський палац молоді (2010, 2011)

- Мюзикл «Зорро» — Луїза

Театр мюзиклу (2012—2017)

- Мюзикл «Часи не вибирають» — Дженніфер Фрей
- Мюзикл «Принцеса Цирку» — Теодора Вердьє

Творчий центр Валерії Ланської «Фріланс» (2012)

- «Врятоване кохання» — Катюша Маслова

## Нагороди
- 2006 — премія глядацьких симпатій імені Ромашина (роль Корделії у мюзиклі «Ліроманія»)
- 2009 — звання «Відкриття — 2008»
- 2008—2009 — бронзова призерка проекту «Льодовиковий період» (в парі з А. Ягудіним)
- 2009 — срібна призерка проекту «Льодовиковий період. Найкраще» (в парі з А. Ягудіним)
- 2009 — номінація на премію «Золотий Орел 2009» — «Найкраща жіноча роль на телебаченні» (роль Олександри Земської у фільмі «Життя, якого не було»)
- 2010 — номінація на національну театральну премію «Золота маска-2010» («Найкраща жіноча роль в опереті / мюзиклі») (роль Мерседес в мюзиклі «Монте-Крісто»)
- 2010 — премія «Улюблені артисти артистів мюзиклу»
- 2011 — номінація на премію «Золотий Орел 2011» — «Найкраща жіноча роль другого плану» (роль Марусі Городоцької у фільмі «Горобиновий вальс»)
- 2011 — премія «Улюблені артисти глядачів»
- 2011 — лауреат фестивалю «Амурська осінь» — «Найкраща жіноча роль» (роль Катюші Маслової в антрепризі «Врятоване кохання»), а також спеціальний спонсорський приз за продюсерський дебют
- 2014 — лауреатка 8-го міжнародного фестивалю мюзиклів у Південній Кореї (Daegu International Musical Festival) — «Найкраща жіноча роль» (мюзикл «Монте-Крісто» — Мерседес)[9]